# Брачильяно
Брачильяно (итал. Bracigliano) — коммуна в Италии, располагается в регионе Кампания, в провинции Салерно.
Население составляет 5363 человека (на 2004 г.), плотность населения составляет 373 чел./км². Занимает площадь 14 км². Почтовый индекс — 84082. Телефонный код — 081.
Покровителем населённого пункта считается святой Франциск Ассизский. Праздник ежегодно празднуется 4 октября.